# 劇場版 時をかける愛
『劇場版 時をかける愛』（原題：想見你、英題：Someday or One Day）は、台湾のテレビドラマ『時をかける愛』の続編として2022年に公開された香港・中国・台湾合作映画。上映時間107分。日本では2025年9月に公開予定。

## あらすじ
2009年の台北。高校生の黄雨萱（ホァン・ユーシュエン／演：アリス・クー）は、テイクアウト専門のコーヒー販売店でアルバイトをしていた。また李子維（リー・ズーウェイ／演：シュー・グァンハン）は、親友の莫俊傑（モー・ジュンジエ／演：パトリック・シー）とともにデザイン事務所を経営していた。 ある日、李子維はコーヒーを買いに黄雨萱の働くコーヒー店に立ち寄ったことから、二人は親しくなって交際を始める。その後、学校を卒業した黄雨萱は台北にあるIT企業で働き始めた。
2014年、李子維は台北で建築中のビルから転落死した。しかもビルから転落する黄雨萱を助けようとして、李子維が転落死したのだった。大きなショックを受けた黄雨萱は、心の整理をつけるため、以前から先輩同僚に勧められていた上海支社赴任に応じる。赴任した上海支社では、上司の楊皓（ヤン・ハオ／演：ジン・シージア）や同僚たちの支えもあり、開発チームのリーダーとして順調な日々を送ることができるようになった。
2017年の上海。上海赴任中の黄雨萱は、毎晩その日の勤務の様子を李子維に送信し続けていた。もちろん李子維から返事が来ることはなかった。ある朝、黄雨萱が出勤すると、オフィスの机に差出人不明の小包が置かれていた。その中には、伍佰（ウーバイ）の歌う「LAST DANCE」のカセットテープとウォークマンが入っており、そのテープを再生すると、黄雨萱は2014年の台北にタイムスリップしてしまう。そのタイムスリップした日が李子維の転落死する直前であることに気づいた黄雨萱は、それを阻止しようと奔走する。

## キャスト

### 主な出演者
| 役名                                                      | 俳優名                                       |
| --------------------------------------------------------- | -------------------------------------------- |
| 黄雨萱（ホァン・ユーシュエン） 陳韻如（チェン・ユンルー） | アリス・クー（柯佳嬿）                       |
| 李子維（リー・ズーウェイ） 王詮勝（ワン・チュエンション） | シュー・グァンハン（グレッグ・ハン、許光漢） |
| 莫俊傑（モー・ジュンジエ）                                | パトリック・シー（施柏宇）                   |
| 楊皓（ヤン・ハオ）                                        | ジン・シージア（金世佳）                     |
| 劉宇恆                                                    | リン･ジェーシー（林哲熹）                    |
| 昆布（コンブ）                                            | 大文（ダーウェン）                           |
| 娜（ナー）先輩                                            | 張家慧                                       |
| 阿脫（アトゥオ）                                          | 章廣辰（チャン・グァンチェン）               |

## スタッフ
- 監督：ホアン・ティエンレン（黄天仁）

## 主題歌・挿入歌
- 主題歌「眼淚記得你（Remembered）」 歌／孫盛希[2][3]
- 挿入歌「執迷有悟（Obsessed）」　歌／アリス・クー（柯佳嬿）[4]
- 挿入歌「夢裡的女孩（ The	Girl）」　歌／ Nine　Chen（陳零九）[5]
- 挿入歌「想見你想見你想見你 Miss You 3000」　歌／八三夭 831[6]
- 挿入歌「LAST DANCE」　歌／ウーバイ（伍佰）[7]

## テレビドラマ版との相違点など
- 1999年に台南の鳳南高校で発生した女子高生殺傷事件を解決した黄雨萱（ホァン・ユーシュエン）と李子維（リー・ズーウェイ）が時空のねじれが戻るとともに、元の生活に戻っていった段階を前提としたストーリーである。
- テレビドラマ版に登場していた主人公の親戚やクラスメートたちは全く登場せず、IT企業の同僚のみが再登場する。台湾の映画評論家の雀雀は、「キャラクターを省略しすぎている」と評している[8]。
- 二重らせん状のタイムループを107分という短い上映時間で描こうとしたため、テレビドラマ版にあったコミカルなシーンは皆無である。
- テレビドラマ版では憑依によって閉じ込められる空間として、イベントテント（集会用テント）が用いられ、その表面に記憶や視界が投影される形であった。映画版では、意識を失った状態で水中を漂流する形（CG処理）になっており、記憶や視界は水中の膜状の平面に投影される。
- テレビドラマ版の最終話で、莫俊傑がタイムトリップできるカセットテープを焼却処分したはずだったが、映画版ではそのカセットテープを陳韻如が所有し続けており、しかもタイムトリップしたときの記憶の断片やタイムトリップの方法を日記に残していた。
- 映画版では、黄雨萱と陳韻如、王詮勝と李子維の4人が同時に登場するシーンがある。CG合成のカットもあるが、顔の輪郭や背格好の似た吹替役の俳優によって撮影したカットもある（建築中のビルのシーンでは、防塵シートが風で煽られ、 グレッグ・ハンの吹替俳優の顔が映っているカットがある）。
- テレビドラマ版で黄雨萱の幼女時代を演じた鄭又菲に代わり、別の子役が幼女時代（静止画のみ。ノンクレジット）を演じている。